# Зейналов, Мирза Мамед оглы
Мирза Мамед оглы Зейналов (азерб. Mirzə Məmməd oğlu Zeynalov; 5 декабря 1925, Баку — 28 ноября 2009) — советский азербайджанский водитель, лауреат Государственной премии СССР (1983). Заслуженный работник транспорта Азербайджанской ССР (1978).

## Биография
Родился 5 декабря 1925 года в городе Баку, столице Азербайджанской ССР.
Начал трудовую деятельность в 1946 году. С 1956 года — водитель, с 1967 года — бригадир водителей автомобилей Бакинской автоколонны № 2704 Бакинского производственного автотранспортного объединения.
Мирза Зейналов умело проявлял себя на работе, достигал высоких результатов. Секретом успеха Зейналова стало изучение свойств своего автомобиля, но немалую роль играло и то, что водитель приходил на работу всегда раньше положенного. Зейналов продолжил дело Героя Социалистического Труда Захида Мамишева, освоив вождение автопоезда с двумя прицепами, после чего эту инициативу взяли еще 13 водителей автоколонны. Машина Мирзы Зейналова прошла без капитального ремонта 10 лет, благодаря чего государству было сэкономлено тысячи рублей. Шофер предложил новую технику экономии времени при погрузке-выгрузке трёхтонных трансформаторов из завода трансформаторов на железнодорожную станцию. План одиннадцатой пятилетки Мирза Зейналов завершил за 3 года и 6 месяцев.
Постановлением ЦК КПСС и Совета Министров СССР от 7 ноября 1983 года, за большой личный вклад в повышение эффективности использования автомобильного и ж/д транспорта Зейналову Мирза Мамед оглы присуждена Государственная премия СССР.
Активно участвовал в общественной жизни Азербайджана. Член КПСС с 1944 года.